# Applied Technologies Microbee 32
Applied Technologies Microbee 32 (Microbee 32) је био кућни рачунар фирме Applied Technologies који је почео да се производи у Аустралији од 1982. године.
Користио је Z80 A као микропроцесор. RAM меморија рачунара је имала капацитет од 16 KB или 32 KB зависно од модела (батеријски одржавана CMOS меморија).

## Детаљни подаци
Детаљнији подаци о рачунару Microbee 32 су дати у табели испод.
|                       |                                                                                           |
| [ 1 ]                 |                                                                                           |
| Произвођач            |                                                                                           |
| Тип                   | кућни рачунар                                                                             |
| Меморија              | 16 или 32 зависно од модела (батеријски одржавана CMOS меморија)                          |
| Поријекло             | Аустралија                                                                                |
| Година                | 1982                                                                                      |
| Тастатура             | пуна, 60 тастера, QWERTY                                                                  |
| Процесор              |                                                                                           |
| Фреквенција процесора | 3,375                                                                                     |
| RAM                   | 16 или 32 зависно од модела (батеријски одржавана CMOS меморија)                          |
| ROM                   | 16 (Microworld Basic) + 12 (за опциони ROM као текст едитор и телекомуникацијски софтвер) |
| Текст                 | 64 x 16                                                                                   |
| Графика               | 128 x 48, 512 x 256                                                                       |
| Боја                  | да, са каснијим моделима                                                                  |
| Звук                  | унутрашњи звучник, један канал, 2 октаве                                                  |
| Димензије             | 21 x 15 x 3 / 1,15                                                                        |
| Портови               |                                                                                           |
| Оперативни систем     | [[]]                                                                                      |